# Trichophoropsis nitens
Trichophoropsis nitens là một loài ruồi trong họ Tachinidae.